# Rouperroux-le-Coquet
Rouperroux-le-Coquet ist eine französische Gemeinde mit 270 Einwohnern (Stand: 1. Januar 2022) im Département Sarthe in der Region Pays de la Loire. Die Gemeinde liegt im Arrondissement Mamers und im Kanton Bonnétable. Ihre Einwohner heißen Coqueroupéens.

## Geografie
Rouperroux-le-Coquet liegt etwa 36 Kilometer nordöstlich von Le Mans und etwa 39 Kilometer südöstlich von Alençon. Umgeben wird Rouperroux-le-Coquet von den Nachbargemeinden Saint-Cosme-en-Vairais im Norden, Nogent-le-Bernard im Osten, Bonnétable im Süden, Terrehault im Südwesten sowie Courcival im Westen.

## Einwohnerentwicklung
| 1962                      | 1968 | 1975 | 1982 | 1990 | 1999 | 2006 | 2013 |
| ------------------------- | ---- | ---- | ---- | ---- | ---- | ---- | ---- |
| 394                       | 347  | 337  | 300  | 263  | 277  | 319  | 310  |
| Quelle: Cassini und INSEE |      |      |      |      |      |      |      |

## Sehenswürdigkeiten
- Kirche Saint-Mamert-et-de-la-Vierge aus dem 11. Jahrhundert
- Priorat von Guémançais
- Pfarrhaus aus dem 15. Jahrhundert

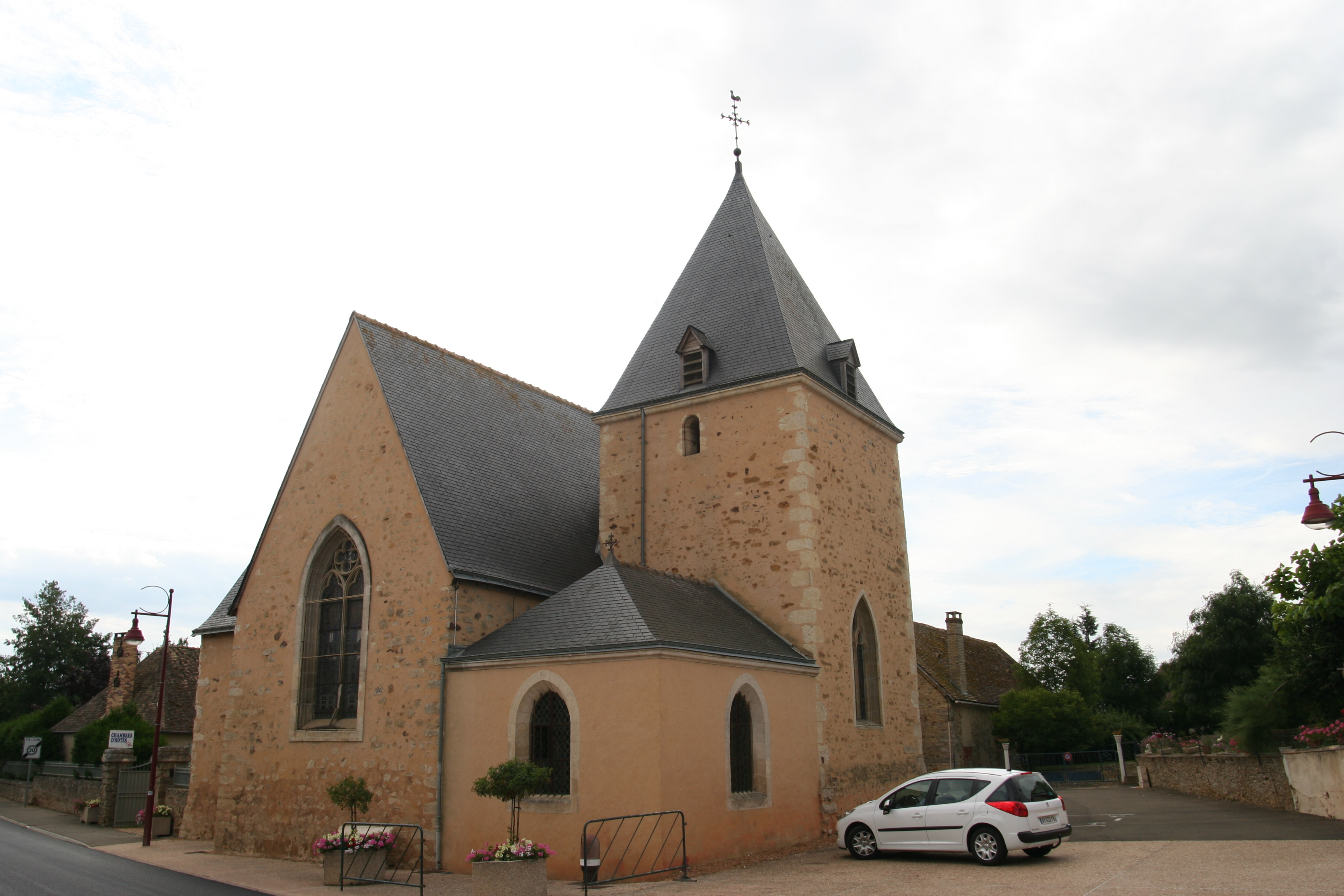
Kirche Saint-Mamert-et-de-la-Vierge
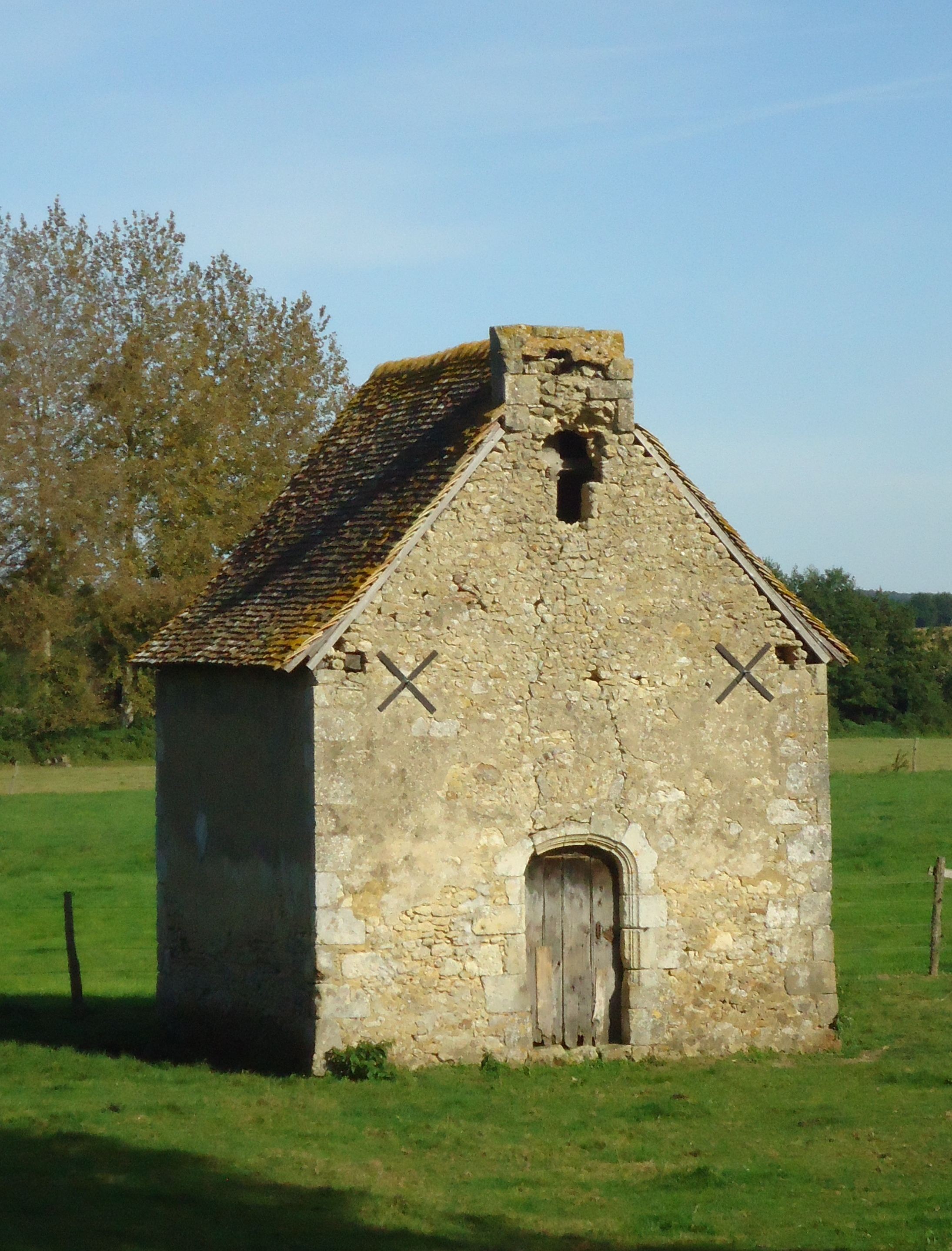
Kapelle des Priorats von Guémançais